# Laurens Jacobsz
Laurens Jacobsz (Barsingerhorn, ca. 1562 – Amsterdam, 1603) was een Nederlandse boekbinder en boekverkoper.

## Biografie
Laurens Jacobsz werd omstreeks 1562 geboren in Barsingerhorn.
In Amsterdam leerde hij het vak van boekbinder bij boekdrukker en boekverkoper Cornelis Claesz.

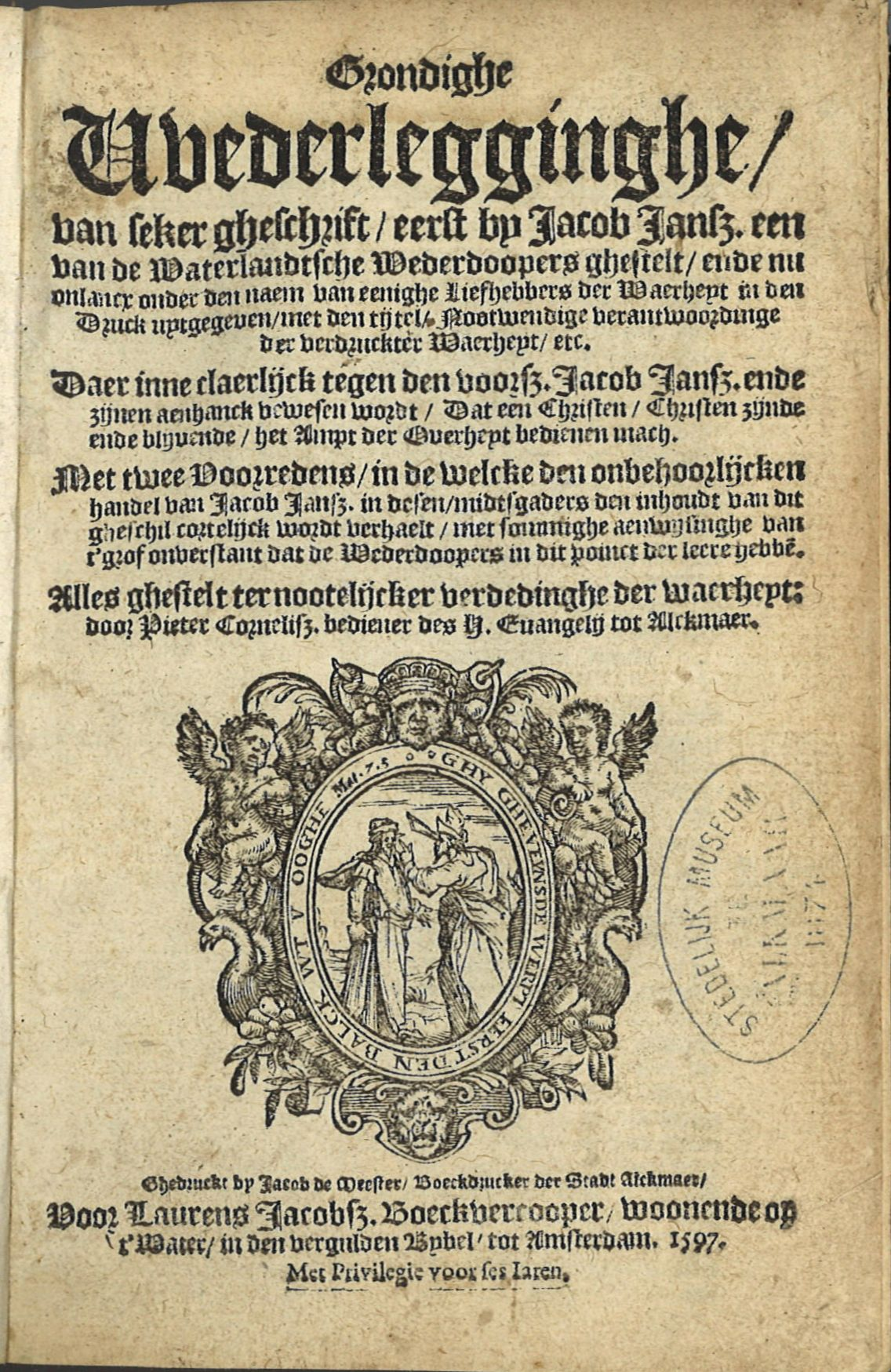
Grondighe wederlegginghe, van seker gheschrift, door Pieter Cornelisz. In 1597 gedrukt voor Laurens Jacobsz door Jacob de Meester

Hij trouwde in 1585 met Marritgen Philips, afkomstig uit een Alkmaars-Amsterdamse burgemeestersfamilie. In dat jaar begon hij voor zichzelf als boekbinder en boekhandelaar in een pand aan het Damrak ('op ‘t Water bij de Oude Brugghe') dat hij Den Vergulden Bijbel noemde. In 1590 verkreeg hij het poorterschap van Amsterdam, een jaar later werd hij diaken van de gereformeerde gemeente.
Laurens Jacobsz overleed in 1603 en werd begraven in de Nieuwezijds Kapel in Amsterdam. Zijn bedrijf werd voortgezet door Jan Evertsz Cloppenburgh. Een van Laurens Jacobsz’ zoons, Hendrick Laurensz, trad in zijn voetsporen. Ook hij leerde het vak bij Cornelis Claesz en zette na diens overlijden het bedrijf voort van 1609 tot 1649.
De meeste werken die Laurens Jacobsz uitgaf en verkocht in de periode 1583-1603 hebben een godsdienstig karakter, sommige zijn van historische aard. Een belangrijk deel bestaat uit gereformeerde Bijbeluitgaven. De boeken werden niet alleen in Amsterdam gedrukt, maar ook in Alkmaar, Delft, Haarlem en Leiden. Van de werken die hij verkocht zijn 92 titels bekend.